# ديل نورت (كولورادو)
ديل نورت (بالإنجليزية: Del Norte, Colorado)‏ هي بلدة تقع في مقاطعة ريو غراند، كولورادو بولاية كولورادو في الولايات المتحدة. تبلغ مساحتها 2.2 (كم²)، وترتفع عن سطح البحر 2403 م، بلغ عدد سكانها 1705 نسمة في عام 2000 حسب إحصاء مكتب تعداد الولايات المتحدة وتصل الكثافة السكانية فيها 775 نسمة/كم2.

## التركيبة السكانية
حدّد مكتب تعداد الولايات المتحدة بيانات التركيبة السكانية لديل نورت في تعداد الولايات المتحدة. في ما يلي، التركيبة السكانية حسب تعدادي 2000 و2010.

### تعداد عام 2000
بلغ عدد سكان ديل نورت 1,705 نسمة بحسب تعداد عام 2000، وبلغ عدد الأسر 657 أسرة وعدد العائلات 446 عائلة مقيمة في البلدة. في حين سجلت الكثافة السكانية 668.6 نسمة لكل كيلومتر مربع (1,731.7/ميل2). وبلغ عدد الوحدات السكنية 736 وحدة بمتوسط كثافة قدره 288.6 لكل كيلومتر مربع (747.5/ميل2).
وتوزع التركيب العرقي للبلدة بنسبة 66.86% من البيض و0.12% من الأمريكيين الأفارقة و1.06% من الأمريكيين الأصليين و0.41% من الأمريكيين ذوي الأصول الآسيوية و27.68% من الأعراق الأخرى و3.87% من عرقين مختلطين أو أكثر و57.36% من الهسبانيون أو اللاتينيون من أي عرق.
بلغ عدد الأسر 657 أسرة كانت نسبة 40.9% منها لديها أطفال تحت سن الثامنة عشر تعيش معهم، وبلغت نسبة الأزواج القاطنين مع بعضهم البعض 47.9% من أصل المجموع الكلي للأسر، ونسبة 15.4% من الأسر كان لديها معيلات من الإناث دون وجود شريك،  بينما كانت نسبة 4.6% من الأسر لديها معيلون من الذكور دون وجود شريكة وكانت نسبة 32.1% من غير العائلات. تألفت نسبة 29.4% من أصل جميع الأسر من عدة أفراد يعيشون في نفس المنزل ونسبة 14.9% كانت تتألف من شخص يعيش بمفرده يبلغ من العمر 65 عاماً أو أكثر. وبلغ متوسط حجم الأسرة المعيشية 2.57، أما متوسط حجم العائلات فبلغ 3.19.
بلغ العمر الوسطي للسكان 34.6 عاماً. وكانت نسبة 30.2% من القاطنين تحت سن الثامنة عشر، وكانت نسبة 9.2% بين الثامنة عشر والرابعة والعشرين عاماً، ونسبة 24.1% كانت واقعةً في الفئة العمرية ما بين الخامسة والعشرين والرابعة والأربعين عاماً، ونسبة 22.7% كانت ما بين الخامسة والأربعين والرابعة والستين، ونسبة 12.8% كانت ضمن فئة الخامسة والستين عاماً فما فوق. يوجد لكل 100 أنثى 92.7 ذكر، ويوجد لكل 100 أنثى في الثامنة عشر من عمرها فما فوق 88.0 ذكر.
بلغ متوسط دخل الأسرة في البلدة 23,833 دولارًا، أما متوسط دخل العائلة فبلغ 29,471 دولارًا. وكان متوسط دخل الذكور 26,161 دولارًا مقابل 21,406 دولارًا للإناث. وسجل دخل الفرد الخاص بالبلدة 12,751 دولارًا. وكانت نسبة 22.1% من العائلات ونسبة 25.4% من السكان تحت خط الفقر، وكان من هؤلاء نسبة 36.5% تحت سن الثامنة عشر ونسبة 14% في الخامسة والستين من العمر وما فوق.

### تعداد عام 2010
بلغ عدد سكان ديل نورت 1,686 نسمة بحسب تعداد عام 2010، وبلغ عدد الأسر 682 أسرة وعدد العائلات 432 عائلة مقيمة في البلدة. في حين سجلت الكثافة السكانية 661.2 نسمة لكل كيلومتر مربع (1,712.5/ميل2). وبلغ عدد الوحدات السكنية 851 وحدة بمتوسط كثافة قدره 333.7 لكل كيلومتر مربع (864.3/ميل2).
وتوزع التركيب العرقي للبلدة بنسبة 73.13% من البيض و0.30% من الأمريكيين الأفارقة و3.68% من الأمريكيين الأصليين و0.12% من الأمريكيين ذوي الأصول الآسيوية و19.40% من الأعراق الأخرى و3.38% من عرقين مختلطين أو أكثر و56.29% من الهسبانيون أو اللاتينيون من أي عرق.
بلغ عدد الأسر 682 أسرة كانت نسبة 32.6% منها لديها أطفال تحت سن الثامنة عشر تعيش معهم، وبلغت نسبة الأزواج القاطنين مع بعضهم البعض 41.8% من أصل المجموع الكلي للأسر، ونسبة 14.7% من الأسر كان لديها معيلات من الإناث دون وجود شريك،  بينما كانت نسبة 6.9% من الأسر لديها معيلون من الذكور دون وجود شريكة وكانت نسبة 36.7% من غير العائلات. تألفت نسبة 29.5% من أصل جميع الأسر من عدة أفراد يعيشون في نفس المنزل ونسبة 12.6% كانت تتألف من شخص يعيش بمفرده يبلغ من العمر 65 عاماً أو أكثر. وبلغ متوسط حجم الأسرة المعيشية 2.41، أما متوسط حجم العائلات فبلغ 2.97.
بلغ العمر الوسطي للسكان 39.2 عاماً. وكانت نسبة 24.7% من القاطنين تحت سن الثامنة عشر، وكانت نسبة 8.4% بين الثامنة عشر والرابعة والعشرين عاماً، ونسبة 24.2% كانت واقعةً في الفئة العمرية ما بين الخامسة والعشرين والرابعة والأربعين عاماً، ونسبة 28.1% كانت ما بين الخامسة والأربعين والرابعة والستين، ونسبة 14.5% كانت ضمن فئة الخامسة والستين عاماً فما فوق. وتوزع التركيب الجنسي للسكان بنسبة 50.8% ذكور و49.2% إناث.

## وصلات خارجية
- The US50 - Cities and Towns in Colorado State
- Colorado Cities and Towns, Facts, Map, Flag, Colleges, Government, and More